# Черкесов Леонід Васильович
Леонід Васильович Черкесов (22 березня 1933, м. Донецьк — 14 вересня 2016) — український вчений у галузі гідродинаміки морських хвиль, член-кореспондент Національної академії наук України (1979), доктор фізико-математичних наук (1969).

## Біографія
Навчався на фізико-математичному факультеті Ростовського державного університету за спеціальністю «Механіка», потім в аспірантурі Морського гідрофізичного інституту АН СРСР (Москва). У 1959 р. успішно захистив кандидатську дисертацію під керівництвом члена-кореспондента АН СРСР Л. М. Сретенського.
З 1968 р. Л. В. Черкесов працює в Морському гідрофізичному інституті НАН України (Севастополь) — спочатку старшим науковим співробітником, а згодом — завідувачем відділу. Тут він захистив докторську дисертацію з фізико-математичних наук, одержав звання професора.
Основні напрями наукової діяльності вченого — математичне моделювання хвиль в океанах та морях (включаючи цунамі), корабельних хвиль і хвиль в обмежених басейнах, дослідження процесів генерації поверхневих та внутрішніх хвиль. У його творчому доробку понад 300 наукових праць, опублікованих у вітчизняних та зарубіжних виданнях, у тому числі 12 наукових і дві навчальні монографії з проблем геофізичної гідродинаміки, зокрема «Неустановившиеся волны», «Гидродинамика поверхностных и внутренних волн», «Основы динамики несжимаемой жидкости».
Багато уваги приділяє Л. В. Черкесов науково-організаційній роботі. Тривалий час (1976–1990) він був науковим керівником Міжвідомчого проекту «Хвиля», в рамках якого планувалися та координувалися дослідження хвиль, здійснювані у наукових установах колишнього СРСР. Протягом 1980–1993 рр. Леонід Васильович керував Севастопольською філією кафедри прикладної математики Сімферопольського державного університету. Понад десять років був членом Комісії з цунамі Міжвідомчої ради із сейсмології та сейсмостійкого будівництва при Президії АН СРСР, а також членом Міжвідомчої ради з гідромеханіки при Президії АН УРСР. Останні двадцять років Леонід Васильович працює в Севастопольській міській організації товариства «Знання».
Л. В. Черкесов створив наукову школу з хвильових досліджень. Під його науковим керівництвом захищено 19 кандидатських дисертацій, а п'ять учнів ученого стали докторами фізико-математичних наук.
Нині Л. В. Черкесов очолює відділ теорії хвиль у Морському гідрофізичному інституті, є членом Спеціалізованої вченої ради із захисту докторських дисертацій за спеціальністю «геофізика» та виконує обов'язки заступника головного редактора «Морского гидрофизического журнала».

## Державні нагороди
- Державна премія України в галузі науки і техніки 2013 року — за цикл наукових праць «Закономірності хвиле-вихрових процесів у суцільному середовищі» (у складі колективу)[1]